# San-Agustín-Kultur
Die nach dem Fundort San Agustín in Südkolumbien benannte San-Agustín-Kultur existierte ab dem 33. Jahrhundert v. Chr. bis ins 16. Jahrhundert. Im 7. Jahrhundert v. Chr. erfuhr die Kultur eine bedeutende Fortentwicklung, wie sie an Ackerbau, Keramik, Goldschmiedekunst und Bildhauerei abzulesen ist. Die in der Umgebung der Typlokalität gefundenen, monumentalen Steinskulpturen mit anthropomorphen Götter- und Dämonendarstellungen stammen vorwiegend aus der klassischen Periode und entstanden im Zeitraum 200 v. Chr. bis ca. 700 n. Chr.

## Geographische Lage

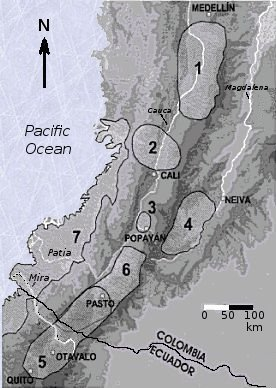
Verbreitung der präkolumbischen Kulturen in Südwestkolumbien; das Gebiet der San-Agustín-Kultur wird durch die Nummer 4 ausgewiesen.

Das Verbreitungsgebiet der San-Agustín-Kultur befindet sich im südkolumbianischen Departamento del Huila. Am Oberlauf des Río Magdalena im feuchten Bergland der Anden gelegen bildet es Teil des Kolumbianischen Massivs mit Höhenlagen über 1400 Meter. Fundstätten sind neben der Typlokalität Mesitas, Lavapatas, Ullumbe, Alto de los Ídolos, Alto de las Piedras, Quinchana, El Tablón, La Chaquira, La Parada, Quebradillas, Lavaderos und andere. Vergleichbare Steinskulpturen sind auch in Tierradentro und in Moscopán anzutreffen, ja selbst an der Ostabdachung der Anden zum Amazonas-Becken bei Santa Rosa del Caquetá. Das Kerngebiet ist jedoch im Wesentlichen auf das Gebiet der Gemeinden San Agustín, San José de Isnos und Salado Blanco beschränkt.
Ihre zentrale Lage dürfte die Kultur zu seiner Zeit zu einem wichtigen Handelszentrum gemacht haben, dessen Handelswege tief in das Amazonasgebiet, zu den Höhenlagen des heutigen Popayáns und bis zur Pazifikküste führten.

## Entdeckung
Die berühmte archäologische Zone San Agustín war bereits vor 250 Jahren in der Mitte des 18. Jahrhunderts erstmals beschrieben worden und 1857 vom Italiener Agostino Codazzi sozusagen wiederentdeckt, der damals über zwanzig Skulpturen zu Gesicht bekam. Wissenschaftliche Ausgrabungen und Untersuchungen wurden erst ab 1914 durchgeführt so beispielsweise von Konrad Theodor Preuss 1931, Pérez de Barradas 1943, Duque 1964, Duque und Cubillos 1979 bis 1993, Llanos Vargas 1995 und anderen.

## Zeitlicher Rahmen
Duque und Cubillos (1979) gliederten die San-Agustín-Kultur in vier Phasen (von jung nach alt):
- Rezente Phase - 800 bis 1550 n. Chr. - Bau von Haus- und Feldterrassen, Entwässerungsgräben und Wegen. Anbau von Mais und erneut starkes Anwachsen der Bevölkerung. Ab 900 n. Chr. wurden keine Grabanlagen mehr erbaut. Genereller Niedergang der Kultur ab 1000 n. Chr.
- Phase der regionalen Klassik - 200 v. Chr. bis 800 n. Chr. - Blütezeit der religiös motivierten Bildhauertätigkeit, die gegen 700 n. Chr. endet. Ab 1 v. Chr. rapider Anstieg der Bevölkerung.
- Formative Phase - 1100 bis 200 v. Chr. - einfache Gräber, Obsidian- und Knochenschmuck, Keramik. Ab 1000 v. Chr. Beginn von Sesshaftigkeit und Ackerbau.
- Archaische Phase - 3300 bis 1100 v. Chr.[3]

Der Grund für den Verfall der Kultur und ihrer Errungenschaften liegt im Dunkeln. Womöglich hatten kriegerische Stämme aus dem Amazonas-Raum die ursprünglichen Einwohner verjagt, was das Verschwinden von Mais und das Aufkommen der Yuca-Wurzel erklären könnte. Auch auf die ersten Pockenepidemien um 1500 n. Chr., die der Ankunft der Spanier vorausgingen, wird hingewiesen. 
Der Beweis, dass die Kultur an die 3000 Jahre v. Chr. zurückreicht, hat 1991/1992 Julio César Cubillos erbracht, dessen Radiokohlenstoffalter seiner Proben aus dem Grabhügel von Ullumbe 2990 ± 90 Jahre v. Chr. ergaben. Auf noch höhere Alter über 3000 v. Chr. verweisen Hurtado und Vargas in ihren Arbeiten aus den Jahren 1993 bis 1996 im Bereich des Río Sombrerillo und des Río Granadillo.

## Beschreibung

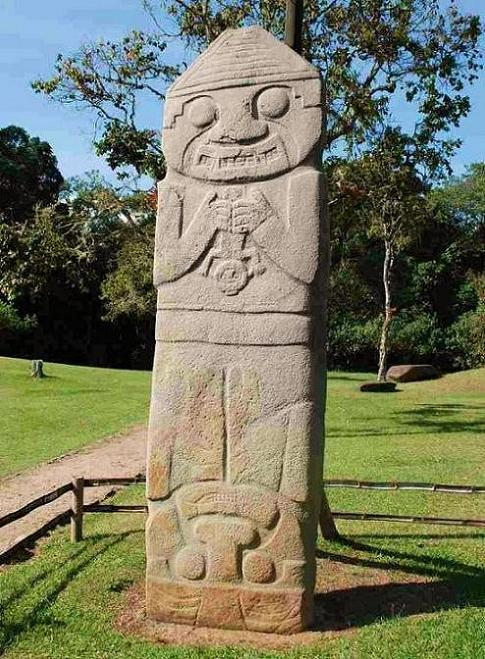
Statue des archäologischen Parkes in San Agustin

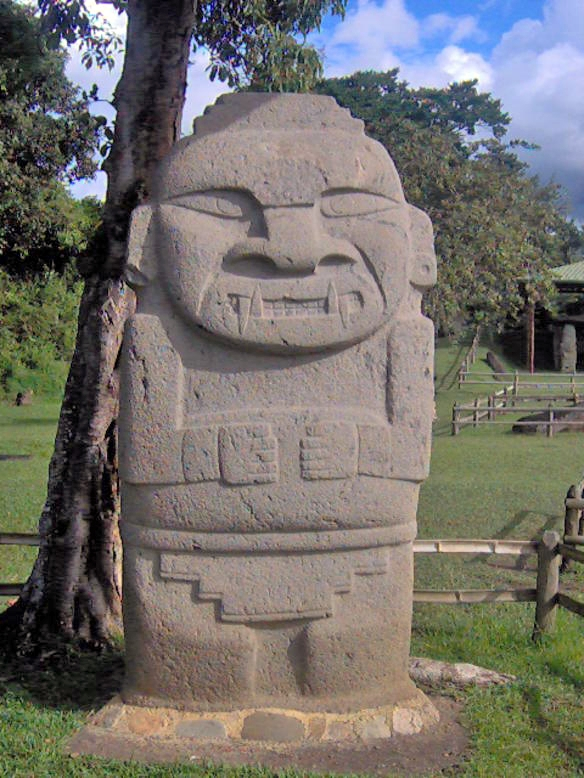
Statue der San-Agustín-Kultur

Herausragendes Merkmal der San-Agustín-Kultur sind die monolithischen Stein- und Felsskulpturen, von denen mittlerweile über 400 bekannt sind (darunter 313 Statuen).

### Statuen
Bei den Statuen, die entweder isoliert oder in kleinen Gruppen auftreten, lassen sich mehrere Typen unterscheiden:
- rein geometrische Figuren
- anthropomorphe Figuren
- zoomorphe Figuren und Mischwesen
- Tempelwächter

Die aus dem Andesitgestein herausgearbeiteten geometrischen Muster dürften eine symbolische bzw. magische Bedeutung gehabt haben. Die für die San-Agustín-Kultur so charakteristischen, anthropomorphen Skulpturen besitzen meist einen menschlichen Kopf mit Raubtierfängen (von höchstwahrscheinlich Jaguar oder Puma). Der künstlerische Ausdruck beschränkt sich vorwiegend auf diese Wesensmerkmale, der restliche Körper wird vernachlässigt und stellt meist nicht mehr als einen grob behauenen Block dar. Oft werden diese mythischen Wesen, bei denen es sich womöglich um Gottheiten handelt, von Symbolen wie Schlange, Messer und Kopftrophäe begleitet. Die Tempelwächter sind mehr naturalistisch gearbeitete Monolithen, die am Eingang zu megalithischen Tempelanlagen standen und diese bewachten.
Die Statuen wurden mit recht einfachen Steinwerkzeugen erschaffen. Eingesetzt wurden Schaber und meißelartige Geräte aus Basalt, Obsidiansplitter wurden als Stichel und Nadel benutzt.

### Megalithische Tempel

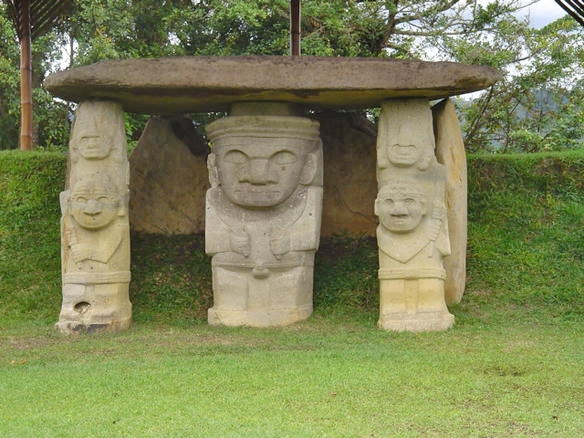
Dolmenartige Anlage, die von zwei Tempelwächtern mit aufsitzendem Alter Ego flankiert wird und eine Jaguargottheit beherbergt, San Agustín.

Die megalithischen Tempel waren mit großen, flachen Steinen errichtet worden, die aufrecht Seite an Seite standen. In den Tempeln waren die Statuen der Gottheiten untergebracht. Der Tempel der Muttergottheit bestand beispielsweise aus einem Gang, einem Raum für die Gottheit sowie einem Nebenraum. Manche der gefundenen Steine  lassen noch dekorative Motive erkennen. Es wird angenommen, dass der Tempel mit Ausnahme des Eingangs von einem Erdhügel überdeckt wurde.

### Naturheiligtum

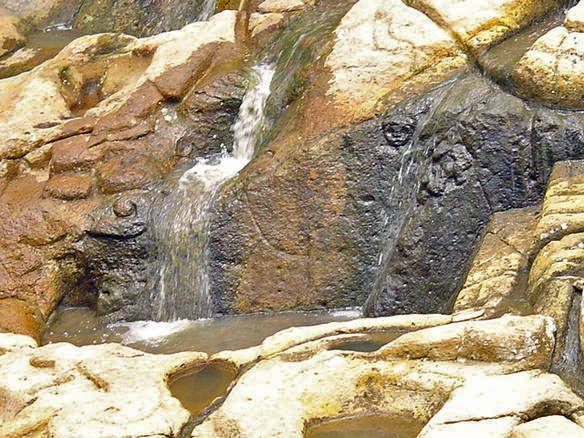
Die Quelle von Lavapatas

Der Heilige Bezirk von Lavapatas oder auch Quelle von Lavapatas war ein Kultheiligtum zur Verehrung des Wassers. Er stellt eine der interessantesten Hinterlassenschaften der San-Agustín-Kultur dar. Es handelt sich hierbei um anstehendes Vulkangestein, über dessen Hangneigung das Wasser abfließt – eine zarte Huldigung an die Lebenskraft des Elements Wasser entlang eines Flusslaufes. Für zeremonielle Waschungen wurden Löcher und Becken aus dem Fels gemeißelt.

### Grabanlagen
Die berühmten Grabanlagen stammen alle aus der Phase der regionalen Klassik, wobei die ältesten in etwa auf das Jahr 1 v. Chr. zurückgehen. Die Toten der sozialen Oberschicht wurden in Schachtgräbern – ähnlich denen von Tierradentro - und ab dem 7. Jahrhundert n. Chr. in Zeremonialhügeln bestattet. Letztere waren aus Erdreich aufgeschüttet und hatten bei einer Höhe von 4 Meter einen Durchmesser bis zu 40 Meter. Sie enthielten aus großen Steinblöcken und Steinplatten gefertigte Grabkammern. In Steinkammern unter den Hügeln fand man bunt bemalte Andesit-Skulpturen oder hölzerne bzw. monolithische Sarkophage. Skelettfunde waren wegen der Azidität des Bodens sehr selten, es erscheint jedoch, dass meist nur eine Person beigesetzt worden war. Als Grabbeigaben fungierte meist monochrome Keramik und nur sehr selten auch Goldschmuck. Die wenigen Goldfunde, die fast alle in Gräbern gemacht wurden, ermöglichten es aber dennoch, eine regionale Stilrichtung zu definieren.

## Lebensweise und Bedeutung
Trotz der zahlreichen Funde ist über die Lebensweise der Menschen der San-Agustín-Kultur nur recht wenig bekannt. Ihr an den Flanken der Zentralkordillere gelegenes Siedlungsgebiet mit fruchtbaren Böden und reichlich Niederschlag befand sich in 1400 bis 2000 Meter Höhe. Wahrscheinlich lebten sie in strohgedeckten Lehmhütten mit einer Grundfläche von zirka 20 Quadratmeter, deren kreisförmige Durchmesser oft am Boden zu erkennen waren. Deren Anzahl lässt während der Phase der regionalen Klassik auf eine recht hohe Bevölkerung rückschließen und die geschätzte Bevölkerungsdichte von 22 bis 44 Einwohner/Quadratkilometer lag sogar noch über dem heutigen Niveau. Die Siedlungsweise war recht uneinheitlich, Einzelgehöfte wechselten mit Hüttengruppierungen und dazwischenliegenden Kulturland und unberührter Natur ab. Manche Siedlungskonzentrationen konnten in einem Umkreis von 10 bis 15 Kilometer bis zu 5000 Einwohner erreichen.
Die Ernährung wurde durch den Anbau von Mais, die Jagd und das Sammeln von Früchten und Nutzpflanzen sichergestellt.
Die Stätte San Agustín dürfte eine riesige Nekropole gewesen sein, in die mehrere südamerikanische Ethnien – erkennbar an den sehr unterschiedlichen Artefakten und Bekleidungen – von verschiedenen Landesteilen aus ihre verstorbenen Stammesfürsten überführten und dort beisetzten.
Die Bedeutung der Statuen ist nicht restlos geklärt, es dürfte sich aber zweifellos um die Darstellung übernatürlicher Wesen handeln. Ethnographische Studien indigener Riten bei zahlreichen Stämmen des nördlichen Südamerikas legen jedoch an den Schamanismus erinnernde Mensch-Tier-Transformationen nahe. Bei den beigesetzten Personen dürfte es sich somit um Geisterbeschwörer, Priester oder Stammesfürsten gehandelt haben, deren gesellschaftliche Stellung durch übernatürliche Kräfte getragen wurde.
Siehe auch: Rio Magdalena.